# 한글의 우수성에 관한 논란
한글 우월주의(Hangul supremacy)는 한글이 과학적으로 다른 문자보다 우월하다는 신념을 이르는 말이다. 이 문서에서는 그 영향과 이에 대한 비판에 대해 서술한다.

## 영향

### 한글 보급 운동
한국어가 아닌 다른 언어(말)를 쓰고 있지만 기록을 위한 문자가 없는 민족에게  한글을 표기 문자로서 보급하자고 주장하는 사람이나 단체도 있다. 그 결과로 가장 잘 알려진 것은 한국인 민간 교육자들이 주도한 찌아찌아어 한글 표기 운동으로, 2009년에 인도네시아 술라웨시 주 부톤섬 바우바우 시는 토착어 찌아찌아어를 표기할 문자로 한글을 채택하였고, 현재는 민간단체에 의해 사업이 진행되고 있다.
1995년부터 태국과 미얀마 접경 지대에 사는 소수 민족 '라후족'에게 한글을 가르쳐온 이현복 서울대 언어학과 명예교수는 8일 "한글이 라후족의 언어를 문자로 표기하는 데 탁월한 효과를 보이고 있다"고 하였다. 그리고 2001년 한글날에 문화방송은 이현복 교수 팀의 한글 보급 시도를 취재한 다큐멘터리 《한글, 라후 마을로 가다》를 방영했다. 하지만 촬영에 참가한 한 대학원생은 뒷날 그 방송이 연출된 것이며, 라후족은 로마자로 라후어를 기록해 왔기 때문에 새로운 문자를 필요로 하지 않았다고 밝혔다. 하지만 이 방송이 발단이 되어 한국어와 라후어가 한 계통이라는 주장이나, 한국인의 조상이 라후족이라는 주장 등도 나왔다.
2002년에는 전광진 성균관대 중문학과 교수가 중국 내 소수민족인 '뤄바족'의 언어를 한글로 적는 시스템을 고안했다.
2004년에는 이호영 서울대 언어학과 교수가 중국 내 또다른 소수민족인 '오로첸족'에게 한글 보급을 시도했다.
2004년에는 경북대학교의 한 교수가 한글로 된 테툼어의 표기 체계를 동티모르에 보급하는 일을 추진하고 있다고 잘못 알려지는 일이 일어났다.

### 문해상
유네스코에서 수여하는 문해상에는 현재 2가지 종류가 있으며, 세종대왕 문해상과 공자 문해상이 있다. 각각 3명 혹은 단체에게 수여된다.

#### 유네스코 세종대왕 문해상
유네스코 세종대왕 문해상(Unesco King Sejong Literacy Prize)은 한국 외교통상부 지원으로 1989년에 제정되어 1990년부터 시상해 오고 있다. 후보 추천은 유네스코 회원국 정부와 국제 비정부기구에서 하고, 심사는 문해 분야 저명 인사로 구성된 국제심사위원단이 하며, 유네스코 사무총장이 수상자를 최종 선정한다. 시상식은 세계 문해의 날(International Literacy Day)인 매년 9월 8일에 열린다.

#### 유네스코 공자 문해상
유네스코 공자 문해상 (UNESCO Confucius Prize for Literacy) 은 2005년 9월 제172차 유네스코 집행이사회에서 중국 정부의 제안을 통해 제정된 것으로, 시골의 성인 및 탈학교 여성 및 청소년 문해에 크게 기여한 개인·비정부단체·정부나 정부기관에 매년 시상한다. 추천과 심사, 선정 절차는 세종대왕 문해상과 비슷하며, 재원은 중국정부가 전액 부담한다.
2009년에는 한국인 윤주홍이 설립하고 주도한 아프가니스탄 파샤이 언어 개발 프로젝트(Pashai Language Development Project)가 파샤이 언어의 문자화와 문해교육 및 여성과 청소년의 문해 교육에 이바지한 공로로 2009년 유네스코 공자 문해상(1등상)을 받았다. 특히 윤주홍은 한글의 장점과 언어학적 원리를 이용하여 파샤이(Pashai)어의 문자화를 이루었고 개발된 부족어를 통하여 수 십여 권의 책을 발간하였다.

#### 국제독서협회 문해상
국제독서협회 문해상(International Reading Association Literacy Award)은 1979년 미국 비정부기구인 국제독서협회(IRA:International Reading Association)와 유네스코가 공동 제정하여, 매년 평생교육 차원에서 문화활동에 크게 기여한 개인·단체·기구에 주는 상이다. 국제독서협회 문해상은 더 이상 수여되지 않는다.

## 비판
한글의 과학적 체계성을 넘어, 다른 문자 체계와 비교하며 근본적으로 한글이 우월하다고 주장하는 민족주의적 주장은 비판의 대상이 되기도 한다.

### 한글 보급 운동의 정치·문화적 성격
2008년 8월 고려대학교 인촌기념관에서 개최된 제2회 한국어학회 국제학술대회에서 국립국어원의 조태린 학예연구사는 "문자의 개선, 활용, 수출 문제는 문자론적 가능성에 대한 고민과 함께 언어정책적, 사회언어학적 의미와 영향에 관한 고민이 수반돼야 한다"고 하면서, "한글 수출은 한글을 수입하는 공동체 내에서 논쟁을 일으킬 수 있다"고 지적하였다.

### 한글 표기의 한계
다른 언어들은 한국어와 음운 체계가 다르기 때문에 우연히 한국어와 비슷한 음운 구조를 갖고 있는 경우가 아니라면 한글로 그 언어를 표기하더라도 한글 맞춤법과는 다른 정서법의 개발이 필요하므로, 단순히 로마자를 사용하는 것보다 편리한 점이 없다는 지적이 있다.
특유의 모아쓰기 방식이 한글 표기에 여러 제약을 가한다고 지적된다. 한글은 초성+중성+종성의 CVC 음절 구조를 쓰는 한국어를 기초로 모아쓰기 방식으로 되어 있기 때문에 풀어쓰기를 하지 않는 한 자음군(영어 단어 strike의 str 같은 경우)이나 이중 모음을 표현하는 데에 매우 취약하다. 한국어 음운으로 전사를 하는 것은 원어 발음이 아닌 한국어로 인식될 때의 발음을 표기하는 것이므로 잉여 ㅡ, ㅇ, 음절을 얼마를 만들든 문제가 없으나, 이 문자를 외국 언어의 표기방식으로 채택하고자 할 때 문제가 생기는 것이다. 풀어쓰기를 할 경우에도 모음 문자와 자음 문자의 공간 조형성이 서로 달라 단순 배열할 경우 시각적으로 상당한 저항이 있기 때문에 일부 문자의 변형이 불가피하다. 대부분의 풀어쓰기 안에서 모음의 모양이 변형되어 나타나기 때문이다. 이러한 글자 모양의 변형이 이루어질 경우, 그것은 한국인이 써 왔던 한글과는 동떨어진, 한글을 기초로 한 신문자 또는 한글 파생 문자가 된다.
이에 따라 한글로 표기하기 어려운 부분을 보완하기 위해 한글을 개조한 새로운 문자를 적용하려는 시도를 하는 학자들도 있다. 라후 족에게 한글 보급을 시도한 이현복 교수는 한글 자음과 모음을 24개에서 40개로 늘린 '국제한글음성문자'를 만들기도 했다. 또한 김석연 뉴욕주립대 명예교수는 《훈민정음》을 일부 수정하여 웹페이지를 발표하고, 현재까지 네팔이나 필리핀 등지에 이를 전파하려 하고 있다.

#### 국립국어원의 입장
국립국어원은 "한글은 제자 원리를 응용해서 어느 정도 변형과 확장을 할 수 있기 때문에 다른 언어를 적는 데에도 유리한 점은 있습니다. 하지만 지구상의 모든 언어를 표기할 수 있는 것은 아닙니다. 전 세계의 어떤 문자도 모든 언어의 발음을 구현하지 못합니다. 국제 음성 기호를 기준으로 놓고 보면 우리말에는 없는 소리가 70개가 넘습니다. 이 소리들을 모두 한글로 적을 수는 없습니다. 한글은 다른 나라의 언어가 아닌, 우리나라 사람이 쓰는 말을 표기하기에 가장 적합하게 만들어진 문자입니다."라고 말한 바 있다.
다만 이 중에서 제자 원리를 응용해 어느 정도 확장과 변형을 할 수 있다는 점은 한글만의 특징은 아니며, 또한 이현복 교수의 '국제한글음성문자' 등 제자 원리를 바탕으로 고안한 말소리 표기법이 오히려 로마자에 기반한 국제음성기호에 비해 실용성이 떨어진다는 지적도 있다.
국립국어원은 한글이 가장 과학적인 글자라는 주장에 대해 "한글은 소리가 나는 원리와 규칙을 정밀히 분석하여 이를 바탕으로 만들어진 매우 과학적인 글자라는 점은 분명한 사실입니다. 이런 우수한 특성 때문에 어떤 이는 한글을 ‘가장’ 과학적인 글자라고 말하기도 하는데요. 전 세계에서 쓰고 있는 문자는 각각의 특징과 장단점이 있습니다. 무엇을 기준으로 삼느냐에 따라 ‘가장’ 과학적인 글자는 달라질 수 있는 것이지요."라고 답한 바 있다.

### 정보화 효율성

한글 입력에 많이 쓰이는 두벌식 자판

현대 한글은 기본 자음이 14개이고(ㄱ, ㄴ, ㄷ, ㄹ, ㅁ, ㅂ, ㅅ, ㅇ, ㅈ, ㅊ, ㅋ, ㅌ, ㅍ, ㅎ) 기본 모음이 10개로(ㅏ, ㅑ, ㅓ, ㅕ, ㅗ, ㅛ, ㅜ, ㅠ, ㅡ, ㅣ), 이를 조합하여 모든 글자를 표현할 수 있으며 반대로 각 자모의 연관성을 이용해 한 자모에서 다른 자모를 조합할 수 있기 때문에 입력할 수 있는 경우의 수가 제한된 컴퓨터 자판이나 휴대폰 버튼에서 글자를 입력하기가 쉽다. 한글은 로마자와 달리, 음절 형태로 처리하며 자모가 첫소리(초성), 가운뎃소리(중성), 끝소리(종성)로 나뉘어 있기 때문에 이론적으로는 정보 검색과 문자 처리에 유리한 점이 많고 기술적인 구현 방법이 아주 간단하다.
그러나 현재는 조합형 계열 방식을 제외한 많은 문자 인코딩에서 초성·중성·종성이 구별되지 않고 상형문자처럼 배열되어 있기 때문에 단순히 나열하는 형태로 처리하는 로마자와 비교해 한글의 입출력 및 검색 등의 처리 과정이 아주 복잡하게 되었다. 이는 한글 자체의 문제가 아니라 한글을 구현하는 문자 인코딩 같은 기술적인 분야의 문제로, 초성·중성·종성에 따라 컴퓨터 내부 부호가 구분되어 있지 않기 때문에 특정한 자모 검색이나 치환, 정렬을 구현하기 위해서는 대응 표(테이블)를 쓰거나 별도의 알고리즘을 사용할 수 밖에 없게 된 것에 기인한다. 조합형 계열의 문자 인코딩을 사용할 경우 현대 한글에서 초성 19+1(빈 초성)자, 중성 21+1자, 27+1자로 검색·치환·정렬시 총 70개 자모만을 처리하면 되므로 처리가 쉽다. 그러나 조합형 계열의 문자 인코딩은 다른 문자 인코딩과의 호환 문제로 인해 잘 사용되지 않고 완성형 인코딩이나 유니코드가 많이 사용되고 있다. 이러한 문자 인코딩 방식은 한글을 상형 문자와 유사하게 11,172개의 완성된 한글 음절 표기로 정렬하므로 각 자모별 처리가 어렵게 된다.
유니코드의 경우 현대 한글의 한 글자 표기 개수를 초성 19개 × 중성21개 × 종성(27+1)개로 보아 11,172개로 지정하였기 때문에 미완성 문자를 표현하려면 특수한 방법을 사용해야 하는 문제도 있다. 미완성 문자를 포함해 현대 한글에서 한 글자를 표기하는 경우의 수는 초성·중성·종성 각각 (19+1)개 × (21+1)개 × (27+1)개의 조합으로 총 12,320개이다.
이러한 기술적 문제는 정보화 처리를 기술적으로 번거롭게 하지만 처리가 불가능한 것은 아니다. 예를 들어 한/글 같은 몇몇 워드 프로세서 프로그램에서는 초성~종성에 따른 일반적인 정렬 외에 종성·중성·초성 순서의 가나다순 정렬 처리를 지원하고 있다.

### 문해율

UNDP 2005년 리포트에 따른, 나라별 문맹률. 2005년 대한민국은 문해자 97.9%로 세계 47위이다.

한글의 우월성을 주장하는 근거 중 문해율이 높다는 것이 있으나, 이는 교육수준이 더 큰 영향을 주는 요소인 것으로 알려져 있다. 국립국어원이 2008년 한국갤럽조사연구소에 의뢰해 조사한 결과, 읽고 쓰는 능력이 전혀 없는 비문해율은 1.7%로 나타났으며, 연령별로 보면 비문해자가 대부분 60대와 70대인 것으로 드러났다.
한국교육개발원이 2002년에 조사한 바에 따르면 19세 이상의 대한민국 국민 가운데 24.6%가 초등학교 수준의 읽기·쓰기를 할 수 없거나 어려움을 겪는 정도의 비문해자이다.
유네스코에서 통계연감을 제작하며 한국의 문맹률을 조사했는데, 정부에서 공인한 자료가 없었다. 유네스코는 '초등학교 미입학자' 2.2%를 비문해자 통계 자리에 기록하며, 이를 편집자 주로 밝혔다. 이후 국내외 자료에 '편집자 주'는 사라진 채 2.2%가 '공식 기록'으로 둔갑했다. 유네스코 한국위원회나 한국교육개발원 교육통계센터 관계자들은 '이 통계를 믿는 사람은 아무도 없다'고 말했다.
1945년 광복 직후에는 12세 이상의 한국인 가운데 22%가 한글을 읽을 수 있었다. 〈미군정하 한일 교육법제 비교연구〉는 정태수의 《미군정기 한국 교육사 자료집》을 인용해 남조선과도정부 문교부가 파악한 일제 점령 당시 문자해독률이 22%였다고 밝혔다. 그리고 당시 태어나 어려운 시절을 겪으며 초등 교육을 받지 못한 채 살아왔기 때문에 한글을 모르거나 맞춤법이 서툰 한국인들이 있으며, 이들을 위한 ‘한글 학원’과 초등 교육 시설이 있다고 하였다.

### 문자와 언어의 구별
한글의 우월성을 주장하는 문헌에서 문자인 '한글'과 언어인 '한국어'를 혼용하는 사례가 많다는 지적이 있다. 보기를 들면 다음과 같다.
- “한글은 과학적인 언어이다.” → 제자원리가 과학적인 것은 언어가 아니라 문자인 한글이다.
- “세계 지적 재산권 기구(WIPO) 총회는 한글을 특허협력조약(PCT)의 공식어로 채택했다.” → 세계 지적 재산권 기구에서 2007년에 아홉 번째 국제공개어로 채택한 것은 한글이 아니라 한국어이다.[29]

한글 지명·한글 이름·한글 번역·한글 자막·한글화·한글판 같은 말도 한글이 고유어나 한국어라는 의미로 전용되어 쓰인 예이다.
한글은 한국어라는 언어를 구성하는 소리와 문자 중 문자에 해당하는 표기 체계이므로 관용적으로 ‘한글로 표기한 한국어’를 ‘한글’이라고 부르기도 한다. 성신여대 서경덕 교수가 월스트리트저널에 ‘한국어를 가르치는 광고’를 실었다. 이를 전한 신문 기사에서 '한국어를 한글로 표기한 광고'를 간단히 '한글 광고'라고 부른다.

#### 훈민정음과 한글의 구별
1997년 10월 1일 유네스코에서 대한민국의 국보 70호인 《훈민정음 해례본》을 세계기록유산으로 지정한 것은 고문서(세계유일의 음운학적 문자 창제 원리)로서의 가치를 인정하였기 때문이다. 유네스코에서는 특정 문자나 언어 자체를 세계유산, 세계기록유산, 인류구전 및 무형유산 걸작 등으로 지정하지 않는다.
그러나 ‘한글이라는 문자가 유네스코 세계기록유산으로 지정되었을 정도로 세계가 인정한 최고의 문자’라고 언론에 보도되는 일이 많다. 이로 인해 한글이 유네스코 세계유산이나 세계문화유산으로 지정되었다는 잘못된 정보가 알려지는 경우도 있다.

## 같이 보기
- 한자 우월론
- 한글전용과 국한문혼용
- 휴대 전화 문자 입력 방식